# Bitwa nad Nemeą
Bitwa nad Nemeą – starcie zbrojne, które miało miejsce w czerwcu lub lipcu 394 p.n.e. w trakcie wojny korynckiej 395 p.n.e. – 387 p.n.e., na Peloponezie, niedaleko rzeki Nemea, między Spartanami z jednej, a koalicją Ateńczyków, Tebańczyków, Koryntu i Argos z drugiej strony. Zwycięstwo w bitwie odnieśli Spartanie.

## Przed bitwą
Wykorzystując kampanię głównej armii spartańskiej w Azji Mniejszej przeciw Persom, państewka greckie (Ateny, Argos, Teby), przy wsparciu finansowym ze strony Persji, zawiązały sojusz skierowany przeciwko Sparcie. Wojska związku beockiego pobiły Spartan w bitwie pod Haliartos w roku 395 p.n.e., a Tebańczycy oraz mieszkańcy Argos zdobyli w roku 394 p.n.e. kolonię peloponeską Herakleja Trachinia w Malis. Sytuacja ta sprowokowała Spartan do powrotu z Azji Mniejszej na Peloponez.
Zanim jednak główne siły Spartan pojawiły się na miejscu, sojusznicza armia spartańska pod dowództwem Aristodemosa – zaufanego króla Agesipolisa I pomaszerowała ze Sparty na północ. Również koalicjanci wykorzystując nieobecność sił głównych Spartan skierowali się w kierunku terytorium lacedomońskiego, gdzie zamierzali rozprawić się z armią Aristodemosa.

## Armie przeciwników
Obie armie spotkały się pomiędzy Sykionem a Koryntem. Spartanie nadciągnęli z zachodu, koalicjanci zaś ze wschodu. Miejsce bitwy nie jest ustalone; choć starcie nazwane jest od rzeki Nemea, najprawdopodobniej miało miejsce koło rzeczki Rachiani i dzisiejszej wsi Assos-Lechaio.
Według Ksenofonta, armia spartańska liczyła około 6000 lacedemońskich hoplitów, 3000 sprzymierzonych z miast Epidauros, Trozen, Ermioni oraz Halieis, 3000 z Elis i 1500 z Sikyonu. Nie wymienia liczby Tegeańczyków, ale opisuje, że w bitwie stali naprzeciw 2400 Ateńczyków, więc zapewne była ich podobna liczba. Prawdopodobnie, wraz z innymi niewyliczonymi oddziałami, siły sił spartańskie liczyły około 18–19 tys. ludzi, do tego dochodziło 600 żołnierzy jazdy lacedemońskiej, 300 kreteńskich łuczników oraz 400 procarzy z Elis. Po przeciwnej stronie stanęło 5000 wojska z Beocji (także kontyngenty z Teb i Tespias), 3000 Koryntczyków, 7000 ludzi z Argos, 3000 z Eubei i 6000 Ateńczyków. Do tego dochodziło 1550 żołnierzy jazdy i znaczna liczba lekkozbrojnych.
Sprzymierzeni mieli liczniejszą kawalerię i lekkie siły, ale Spartanie zepchnęli ich wstępnym bojem na teren za Nemeą, gdzie pofałdowany teren utrudniał działania konnicy. Ich własne oddziały pozostały na równinie.

## Przebieg bitwy
W armii sprzymierzonych dowództwo rotowało między wodzami oddziałów różnych poleis. Beocki komendant wykorzystał dzień, w którym jego oddziały (na prawym skrzydle) stały naprzeciw sojuszników Sparty, a sami Spartanie – naprzeciw Ateńczyków, do wydania bitwy. Zmasował żołnierzy w bardzo głęboką (16 rzędów) falangę i rozpoczął natarcie. Beockie skrzydło było jeszcze głębiej uszeregowane. Ponieważ falanga zawsze miała tendencję do przesuwania się w prawo, atak prawego skrzydła spowodował skośne ustawienie frontu – a lewe, ateńskie skrzydło, musiało podążać za nacierającymi, by nie dopuścić do przerwania linii.
Spartanie wykorzystali okazję, przesuwając swoją linię w prawo i okrążając lewe skrzydło przeciwnika i rozbijając sześć ateńskich fylae (następne cztery walczyły z Tegeańczykami). Co prawda ich własne lewe skrzydło uległo natarciu i uciekło (z wyjątkiem wojsk z Pellene), ale zwycięskie wojska prawego skrzydła wykonały zwrot i w pełnym porządku obróciły szyk. Wracające z pościgu za uciekającymi żołnierzami lewego skrzydła spartańskiego oddziały z Argidy, Koryntu i Beocji były kolejno rozbijane przez zdyscyplinowaną spartańską falangę.
Diodor Sycylijski szacuje straty Spartan na 1100 zabitych, a sprzymierzonych na około 2800 poległych hoplitów (N.G.L. Hammond uogólnia liczby do, odpowiednio, jednego i trzech tysięcy). Większość poległych to wojska lewego skrzydła, gdzie nastąpiły próby oskrzydlenia przeciwnika. Ostatecznie o wyniku bitwy zadecydowała dyscyplina głównych sił spartańskich i jej zdolność do kontrolowanego manewru.
Bitwa nie zakończyła wojny, a wojskom sprzymierzonym nie udało się pokonać Sparty pod nieobecność jej sił głównych.